# Troppa grazia
Troppa grazia è una commedia drammatica del 2018 diretto da Gianni Zanasi, con come protagonista Alba Rohrwacher.

## Trama
Lucia è una geometra che cerca di sbarcare il lunario grazie a mappature e indagini catastali, alle prese con la fine della sua relazione con Arturo e con l’adolescenza della figlia Rosa. Paolo, imprenditore della zona legato all'amministrazione comunale, le affida la realizzazione della mappatura del territorio su cui dovrà sorgere “l’Onda”, maestosa opera edilizia destinata però a snaturare il panorama collinare in cui Lucia è cresciuta.
Presa dai rimorsi di coscienza per le procedure irregolari legate all'acquisizione dei terreni, Lucia incontra una donna che lei identifica nella Madonna e che le ordina di bloccare i lavori di costruzione per l’Onda e di edificare una chiesa in quei luoghi. Credendo di essere impazzita, Lucia si rifiuta di dare ascolto alla sua visione, che però con il passare del tempo diventa sempre più fisica e pressante. L’incontro mistico sconvolge ancor di più la vita di Lucia, e alla fine la porta a intraprendere un viaggio interiore alla scoperta di una verità che era sempre stata “nascosta in piena vista”.

## Produzione

### Riprese
Il film è stato girato a Viterbo, Tarquinia, Acquapendente, Pastena e nelle campagne circostanti.

## Colonna sonora
La colonna sonora del film è a cura di Niccolò Contessa, cantante de I Cani, che ha anche composto la canzone che accompagna i titoli di coda, Nascosta in piena vista.

## Distribuzione
Il film ha esordito il 17 maggio 2018 in anteprima mondiale al Festival di Cannes, nella sezione Quinzaine des Réalisateurs, vincendo il Premio Label Europa Cinema.
Il film è poi uscito nelle sale cinematografiche italiane il 22 novembre 2018.

## Accoglienza

### Incassi
In Italia al botteghino Troppa grazia ha incassato 1,1 milioni di euro.

### Critica
Il film è una commedia surreale che rappresenta una Vergine Maria diretta e concreta, a tratti insolitamente umana e buffa, che non piange sangue, ma si mostra una donna forte e autoritaria, severa e stanca di rivolgere continuamente esortazioni ad un'umanità incerta, sorda e distratta. Il tema religioso è presentato senza pregiudizi, banalità o offese nei confronti di qualche confessione cristiana e non.
Anche se l'ordinaria preferenza di Zanasi per uno spazio aperto ed esteso qui si inverte per una verticalità dell'ambiente scenografico ed una corporeità astratta di Lucia, la pellicola non può considerarsi un film spirituale, per via del contrasto fra le sue aspirazioni interiori e un vissuto di solitudine e precarietà economica.
Come nei precedenti Non pensarci (2007) e La felicità è un sistema complesso (2015), in Troppa grazia (2018) il regista ritrae un protagonista non omologato e in crisi, che con diffidenza dialoga con il mondo circostante. La sceneggiatura del film è stata scritta da quattro autori differenti, mentre il montaggio si distingue per i primi piani e per una brillante fotografia.
Zanasi mette in scena una protagonista laica (o non credente) che, davanti al fatto soprannaturale, è indotta a riflettere sulla religione e l'ambiente. La morale del film è l'invito alla conservazione del paesaggio italiano, del lavoro e della millenaria cultura locale, unici e irripetibili, in rapporto ai piani speculativi della modernità urbana.

## Riconoscimenti
- 2019 - Nastro d'argento[13]
  - Candidatura per la migliore commedia a Gianni Zanasi
  - Candidatura per la migliore attrice protagonista a Alba Rohrwacher
  - Candidatura per la migliore canzone originale a I Cani per Nascosta in piena vista

- 2019 - David di Donatello
  - Candidatura per la migliore attrice protagonista a Alba Rohrwacher[14]